# Sagauli
Sugauli es una ciudad y un área notificada en el distrito de East Champaran en el estado indio de Bihar. Es el escenario de la historia de Rudyard Kipling "Rikki-Tikki-Tavi", y el lugar donde se firmó un tratado con Nepal en 1816.

## Geografía
Según el censo de la India de 2011, [1] la ciudad de Sugauli tenía una población de 38.815. Sugauli es una ciudad de Nagar Panchayat en el distrito de Purbi Champaran, Bihar. La ciudad de Sugauli está dividida en 22 distritos para los que se celebran elecciones cada 5 años. El Sugauli Nagar Panchayat tiene una población de 38 815 de los cuales 20 584 son hombres mientras que 18 231 son mujeres según el informe publicado por el censo de India 2011. La población de niños de 0 a 6 años es de 7810, que es el 20,12 % de la población total de Sugauli (NP). En Sugauli Nagar Panchayat, la proporción de sexo femenino es de 886 frente al promedio estatal de 918. Además, la proporción de sexo infantil en Sugauli es de alrededor de 937 en comparación con el promedio del estado de Bihar de 935. La tasa de alfabetización de la ciudad de Sugauli es 64,90% más alta que el promedio estatal de 61,80% . En Sugauli, la alfabetización masculina es de alrededor del 73,45%, mientras que la tasa de alfabetización femenina es del 55,10%. Sugauli Nagar Panchayat tiene una administración total de 7,480 casas a las que suministra servicios básicos como agua y alcantarillado. También está autorizada a construir carreteras dentro de los límites de Nagar Panchayat e imponer impuestos sobre las propiedades que se encuentran bajo su jurisdicción.

## Demografía
Sugauli tiene un gran papel en la guerra de independencia de la India. Sugauli es parte del movimiento SATYAGRAHA que GANDHI JI ha comenzado desde Champaran, y ese movimiento inspiró a muchos jóvenes en ese momento a contribuir por la nación y pocos de ellos fueron Janardan Pandey y Babulal Mishra de Sugauli, Late Pt. Tuni jha, Laxmi Narayan Jha, Upendra Jha, Ramesh Chandra Jha, Sukham Mishra de Phulwaria, Yamuna kant Jha de Sugaon. Sugauli también es conocido por el Tratado de Sugauli, que se firmó entre la India británica y Nepal en marzo de 1816.